# Anton Jamnik (izumitelj)
To je članek o izumitelju Antonu Jamniku. Za škofa glejte Anton Jamnik.
Anton Jamnik [antón jámnik], slovenski samouški izumitelj, ljudski oblikovalec, fotograf, izdelovalec glasbil in glasbenik, * 15. junij 1862, Florjan pri Gornjem Gradu, † januar 1942, Florjan pri Gornjem Gradu, Slovenija.

## Življenje
Rojen je bil na trdni kmetiji v Zgornjih Jamah v Florjanu pri Gornjem Gradu (v župniji svetega Frančiška Ksaverija v Radmirju). Štirirazredno osnovno šolo je končal v Radmirju. Med služenjem obveznega vojaškega roka v začetku osemdesetih let 19. stoletja si je poškodoval levo koleno in ostal invalid, zato je na domači kmetiji pomagal pri lažjih kmečkih opravilih, hkrati pa se je izobraževal, se učil nemško ter bil kot fotograf in urar (to dvoje je opravljal kot obrt) dejaven predvsem v okolici Gornjega Grada in širše v Zgornji Savinjski dolini. Kot stric in preužitkar je živel na domači kmetiji, kjer je med drugo svetovno vojno umrl. Pokopan je na pokopališču v Radmirju.

## Delo
Zase in za okoličane je ob koncu 19. stoletja in v prvih desetletjih 20. izboljševal priprave za delo na takrat v tem pogledu slabo opremljenih kmetijah. Iz lesa in kovinskih delov je izdelal mnoge uporabne izdelke, kot so brusilnik britev (tudi z vztrajnikom), priprave za izdelovanje vrvi in vrvic, rezalnik za rezance, lupilnik jabolk, zložljiva svetilka (»lahterna«) itd.

### Izumitelj
Bil je med prvimi slovenskimi izumitelji s patenti, in sicer je leta 1933 prijavil patent naprave za obtočno mazanje. Na pobudo Urada Republike Slovenije za intelektualno lastnino je ob tem Pošta Slovenije leta 2022 izdala znamko z Jamnikovim portretom.

### Fotograf
Kot fotograf je obvladal vse postopke, za katere je po pošti dobival kemikalije in literaturo z Dunaja. Njegove fotografije iz časa od konca 19. stoletja do desetletja po prvi svetovni vojni odlično in v obrtniško najboljši izvedbi dokumentirajo kulturno, izobraževalno, družabno in družinsko dogajanje, predvsem oblačilno kulturo praznično oblečenih kmečkih ljudi in šolarjev ter vojakov in žandarjev, pričajo pa tudi o zgodovinsko pomembnih posameznikih, kot so npr. planinska funkcionarja Fran Kocbek in Franc Tiller, celjski opat in rodoljub Franc Ogradi in med več učenci poznejši pisatelj Oskar Hudales z učiteljem Josipom Terčakom. Mnoge Jamnikove fotografije se danes ponatiskujejo večinoma brez navedbe dejanskega avtorja. – Fotografski pribor si je izdelal sam, tudi lesen fotografski aparat, ki pa so ga leta 1943 iz Zgornjih Jam odnesli tatinski nacisti. Ohranjeni so njegovi slovenski zapiski o postopkih pri razvijanju in kopiranju fotografskih plošč.

### Izdelovalec glasbil in glasbenik
Ohranjena so še nekatera od glasbil, ki jih je izdelal zase in za naročnike iz okolice, npr. piščal, oprekelj, violina (teh je izdelal deset), harfa in harmonij. Jamnik je bil v cerkvi pri svetem Frančišku v Radmirju organist in pevovodja, v Gornjem Gradu je vodil godbo na pihala in drugod glasbene zasedbe, ki so tudi z njegovimi glasbili igrale na prireditvah po Zgornji Savinjski dolini.

### Ljudski oblikovalec
Od Jamnikovih oblikovalskih stvaritev so se med drugim ohranili verižica, izrezljana iz enega samega kosa lesa, leseno ogrodje namizne ure in iz žice sestavljena spretnostno-miselna igra (»zrajtále«). Izdelal je znamenje s križanim Jezusom (»križ«), ki stoji ob poti iz Radmirja v Florjan. Z ustreznimi optičnimi sestavinami je iz lesa izdelal tudi mikroskop. Mnoge zamisli so ohranjene na njegovih skicah.

### Urar
Znanje in veliko spretnost je uporabil tudi za urarstvo, s katerim si je prav tako kot s fotografiranjem služil kruh (v delavski knjigi je vpisan kot »mehanični delalec«). Za urarsko dejavnost si je izdelal vrsto pomagal: priprave za rezanje okroglih urnih stekel in za njihovo brušenje ter za napenjanje urnih peres, merila, brusilnike itd. Vse do Celja je popravljal tudi ure v cerkvenih zvonikih.

## Muzejska zbirka Antona Jamnika
Jamnikovi izdelki in drugi predmeti v zvezi z njimi, kar vse se je ohranilo na njegovem domu, so bili najprej na ogled v zbirki v kašči (»kašti«) v precej oddaljenih Zgornjih Jamah, leta 1999 pa so jo prenesli v muzejsko zbirko v Štekelj v Gornjem Gradu, kjer je na ogled kot Zbirka Antona Jamnika.